# Rössler-Preis
Der Rössler-Preis ist nach dessen Stifter Max Rössler benannt. Im Jahr 2008 alimentierte er einen entsprechenden Fonds mit 10 Millionen Schweizer Franken und der Zweckbestimmung, einen jährlichen Förderpreis für ETH-Professoren in der Expansionsphase ihrer Forschungskarriere auszurichten. Berücksichtigt werden Professoren aus unterschiedlichen Fachrichtungen, die sich in jungen Jahren bereits durch wissenschaftliche Exzellenz und herausragende Leistungen in Forschung und Lehre ausgezeichnet haben und zu einer permanenten Professur befördert wurden. Der Preis wird von der ETH Foundation seit 2009 jährlich am Thanks-Giving-Anlass in Zürich vom Präsidenten der ETH Zürich verliehen. Eine Jury bestehend aus der ETH-Schulleitung und einer Preiskommission trifft die Auswahl aus den vorgeschlagenen Kandidaten. Das Preisgeld beträgt 200'000 Schweizer Franken.

## Preistragende
- 2009: Nenad Ban, Mikrobiologie
- 2010: Gerald H. Haug, Klimageologie
- 2011: Andreas Wallraff, Festkörperphysik
- 2012: Nicola Spaldin, Theoretische Werkstoffkunde
- 2013: Olivier Voinnet, RNA-Biologie
- 2014: Christian Wolfrum, Fettleibigkeitsforschung
- 2015: David Norris, Material Engineering
- 2016: Christophe Copéret, Anorganische Chemie
- 2017: Olga Sorkine-Hornung, Informatik
- 2018: Philippe Block, Architektur
- 2019: Maksym Kovalenko, Anorganische Chemie/Nanotechnologie
- 2020: Paola Picotti, Biologie
- 2021: Andreas Krause, Maschinelles Lernen
- 2022: Tanja Stadler, Mathematikerin und Biostatistikerin
- 2023: Siddhartha Mishra, Mathematiker, Computational Mathematician
- 2024: Marco Hutter, Maschineningenieur und Robotikentwickler
- 2025: Florian Dörfler, Elektroingenieur